# My Geminorum
My Geminorum (kurz μ Gem, historischer Eigenname Tejat Posterior) ist ein etwa 230 Lichtjahre entfernter Roter Riese des Spektraltyps M0. My Geminorum ist ein halbregelmäßig veränderlicher Stern, dessen scheinbare Helligkeit zwischen 2,75 mag und 3,02 mag schwankt.
My Geminorum kann als ekliptiknaher Stern vom Mond und (sehr selten) von Planeten bedeckt werden.